# Sander Buijk
Sander Buijk (Rotterdam, 1967) is een Nederlands kunstenaar, beeldhouwer.
Sander Buijk studeerde aan de Willem de Kooning Academie te Rotterdam, waar hij in 1993 afstudeerde. Hij werkte tot 2008 hoofdzakelijk als illustrator, vanaf 2008 als beeldhouwer.
Zijn werk is rauw maar zacht tegelijkertijd. Schijnbare tegenstrijdigheid loopt als een rode draad door zijn werk. Buijk exposeerde zijn werk in de Kunsthal Rotterdam. Zijn werk is in particuliere en zakelijke verzamelingen aangekocht. Daarnaast heeft hij werk voor de publieke ruimte gemaakt: Noordman (2018) en Truth or Dare (2023).

## Werken

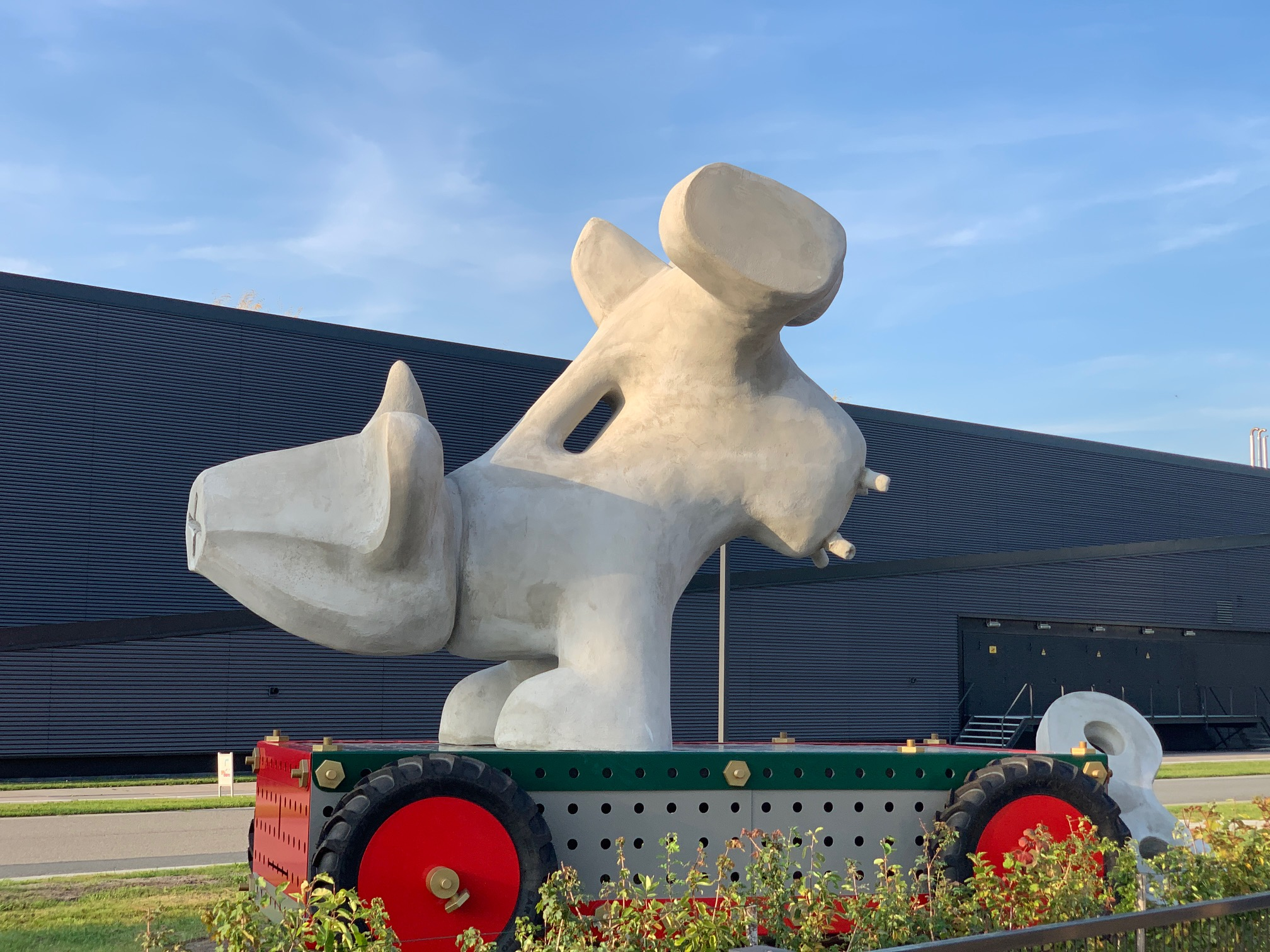
Truth or Dare voor Lely / Maassluis 2023 afmetingen: hoogte: 5,20 m / lengte: 6 m